# Alan Cooper
Alan Cooper (San Francisco, 3 giugno 1952) è un informatico e progettista statunitense, noto per aver contribuito allo sviluppo di Visual Basic, diffuso linguaggio di programmazione ad eventi che deriva da uno dei suoi programmi, chiamato Tripod.
Esperto di interaction design, è stato soprannominato per tale motivo "il padre di Visual Basic", sebbene gran parte del lavoro su Visual Basic venne svolto in realtà dal gruppo di sviluppo interno di Microsoft. Questo appellativo fu utilizzato la prima volta da Mitchell Waite nella prefazione del suo libro "Visual Basic How-To". Ad ogni modo, Cooper ricoprì un importante ruolo per la realizzazione di Visual Basic 1.0 e fu uno dei pionieri nell'uso di un ambiente di sviluppo integrato per la creazione di un'interfaccia grafica.

## Biografia e carriera
Alan Cooper cresce in Marin County, California dove frequenta la facoltà di architettura al College of Marin. Per pagarsi gli studi impara la programmazione, grazie alla quale stipula alcuni contratti di lavoro. Nel 1975 Cooper abbandona il college per fondare una delle prime aziende di programmazione di software per microcomputer, la Structured Systems Group (SSG), con sede a Oakland, in California. Tra tutti i software prodotti, particolare successo riscuote "General Ledger" (contabilità generale), probabilmente il primo software aziendale professionale per microcomputer.
Nel 1988 Alan Cooper crea un linguaggio di programmazione visuale (nome in codice “Ruby”). Dopo averlo mostrato a Bill Gates, Microsoft decide di acquistarlo. A partire da questo software verrà in seguito sviluppato Visual Basic.
Nel Maggio del 1994, Cooper riceve uno dei sette Windows Pioneer Awards come riconoscimento del contributo apportato per il successo di Microsoft Windows.
Attualmente gestisce uno studio di progettazione, il Cooper Interaction Design, e scrive libri su come rendere le interfacce dei software con l'utente più facilmente utilizzabili.

## Vita privata
Alan Cooper vive attualmente a Menlo Park, in California (più precisamente nella Silicon Valley). È sposato con Susan Cooper ed è padre di due figli, oggi adulti. Cooper gestisce un blog personale, riguardante l'informatica ed altre sue passioni.